# 알브레히트 2세 (독일)
알브레히트 2세(독일어: Albrecht II, 슬로바키아어: Albrecht II. 알브레흐트 2세, 크로아티아어: Albert II. Habsburgovac 알베르트 2세 합스부르고바츠, 1399년 8월 31일 ~ 1439년 10월 31일는 오스트리아의 공작(재위: 1404년 9월 30일 ~ 1439년 10월 31일)이자 헝가리와 크로아티아의 국왕(재위: 1437년 12월 31일 ~ 1439년 10월 31일), 독일의 국왕(재위: 1438년 3월 18일 ~ 1439년 10월 27일), 보헤미아의 국왕(재위: 1438년 5월 31일 ~ 1439년 10월 31일)이다. 합스부르크 가 출신이며 오스트리아의 공작 알브레히트 5세(독일어: Albrecht V), 헝가리와 크로아티아의 국왕 얼베르트(헝가리어: Albert)에 해당한다.
1404년 자신의 아버지였던 알브레히트 4세의 뒤를 이어 오스트리아의 공작에 즉위했으며 1411년부터 정치 활동을 시작했다. 1422년에는 룩셈부르크 가 출신인 신성 로마 제국의 황제이자 보헤미아의 국왕, 헝가리의 국왕인 지기스문트의 외동딸인 엘리자베트(Elisabeth of Luxemburg)와 결혼했다.
1437년 지기스문트가 사망하면서 헝가리의 국왕, 명목상의 보헤미아의 국왕에 올랐지만 보헤미아에서 일어난 반란이 계속되면서 실질적인 권한을 행사하지 못했다. 1438년 3월 18일에는 신성 로마 제국의 황제의 이전 단계 격인 독일의 국왕으로 선출되었지만 정식 황제로 대관하지 못했고 1439년 10월 오스만 제국과의 전쟁 도중에 급사했다.
1440년 알브레히트의 아들인 라디슬라우스 포스투무스가 오스트리아의 공작위를 승계받았으며 프리드리히 3세가 독일의 왕위를 승계받았다. 헝가리의 왕위는 폴란드의 국왕인 브와디스와프 3세(울라슬로 1세)가 승계받았지만 1444년 브와디스와프 3세가 전사하면서 라디슬라우스 포스투무스가 헝가리의 왕위를 승계받았다. 보헤미아의 왕위는 1440년부터 1453년까지 공석 상태에 있었고 1453년 라디슬라우스 포스투무스가 승계받았다.